# Alt Bennebek
Alt Bennebek (tiếng Đan Mạch: Gammel Bennebæk) là một đô thị thuộc huyện Schleswig-Flensburg, bang Schleswig-Holstein, Đức.